# Exército Imperial Russo
O Exército Imperial Russo (em russo:  Русская императорская армия, transl. Russkaya imperatorskaya armiya) foi a força terrestre do Império Russo, ativo de 1721 até a Revolução Russa de 1917. Foi organizado em um exército permanente e uma milícia estatal. O exército permanente consistia em tropas regulares e duas forças que serviam em regulamentos separados: as tropas cossacas e as tropas muçulmanas. É o antepassado das atuais Forças Armadas da Rússia.

## História
Um exército russo regular existiu após o fim da Grande Guerra do Norte em 1721. Durante seu reinado, Pedro, o Grande, acelerou a modernização das forças armadas da Rússia, inclusive com um decreto em 1699 que criou a base para o recrutamento de soldados, regulamentos militares para a organização do exército em 1716 e a criação da Escola Superior de Guerra em 1718 para a administração do exército. A partir de 1700, Pedro começou a substituir as antigas forças de Streltsy por novos regimentos de estilo ocidental, organizados com base em seus regimentos de Guardas já existentes.
Após as Guerras Napoleônicas, o Exército Imperial Russo ativo foi mantido em pouco mais de 1 milhão de homens, número que aumentou para 1,7 milhão durante a Guerra da Crimeia. Permaneceu nesse nível até a eclosão da Primeira Guerra Mundial, quando a Rússia tinha o maior exército permanente em tempos de paz na Europa, com cerca de 1,3 milhão. A mobilização em tempo de guerra aumentou esse efetivo para 4,5 milhões, e no total 15 milhões de homens serviram de 1914 a 1917.
Em março [O.S. fevereiro] de 1917, o Exército Imperial jurou lealdade ao Governo Provisório Russo após a abdicação do Czar Nicolau II, embora o status oficial da monarquia não tenha sido resolvido até setembro de 1917, quando a República Russa foi declarada. Mesmo depois da Revolução de Fevereiro, apesar de sua ineficácia na ofensiva, a maioria do exército permaneceu intacta e as tropas ainda estavam nas linhas de frente. O "velho exército" não começou a se desintegrar até o início de 1918.

### Precursores: Regimentos da Nova Ordem
Os czares russos antes de Pedro, o Grande, mantinham corpos profissionais de mosqueteiros hereditários conhecidos como streltsy, plural de strelets. Estes foram originalmente criadas por Ivan, o Terrível e o primeiro exército permanente da Rússia. Originalmente uma força eficaz, eles se tornaram altamente não-confiáveis e indisciplinados. Em tempos de guerra, as forças armadas eram reforçadas por camponeses.
Os regimentos da nova ordem, ou regimentos da ordem estrangeira (em russo:  Полки нового строя / Полки иноземного строя, transl. Polki novogo stroya / Polki inozemnogo stroya), foram unidades militares formadas no czarismo da Rússia no século XVII, de acordo com os padrões militares da Europa Ocidental. Havia diferentes tipos de regimentos, como os regulares (infantaria), os dragões, hussardos e os reiters. Em 1631, os russos criaram dois regimentos regulares em Moscou. Diferentemente das tropas de formação tradicionais, os novos regimentos eram equipados e pagos às custas do tesouro.
Durante a Guerra de Smolensk de 1632–1634, mais seis regimentos regulares, um regimento reiter e um regimento de dragões foram formados. Inicialmente, eles recrutaram filhos de boiardos sem terra e streltsy, voluntários, cossacos e outros. Os oficiais comandantes eram compostos principalmente por estrangeiros. Após a guerra com a Polônia, todos os regimentos foram dissolvidos. Durante outra Guerra Russo-Polonesa, eles foram recriados e se tornaram a principal força do Exército Russo. Frequentemente, regimentos regulares e de dragões eram equipados com datochniye lyudi - servos - para serviço militar vitalício. Reiters eram compostos por fidalgos de baixa hierarquia ou sem terra, e filhos de boiardos, e eram pagos com dinheiro (ou terras) por seus serviços. Mais da metade dos oficiais comandantes eram representantes da fidalguia. Em tempos de paz, alguns dos regimentos eram geralmente dissolvidos.
Em 1681, havia 33 regimentos regulares (61.000 homens) e 25 regimentos de dragões e reiters (29 000 homens). No final do século XVII, os regimentos do novo tipo representavam mais da metade do Exército Russo e, no início do século XVIII, foram usados para criar um exército regular.

### Exército Imperial

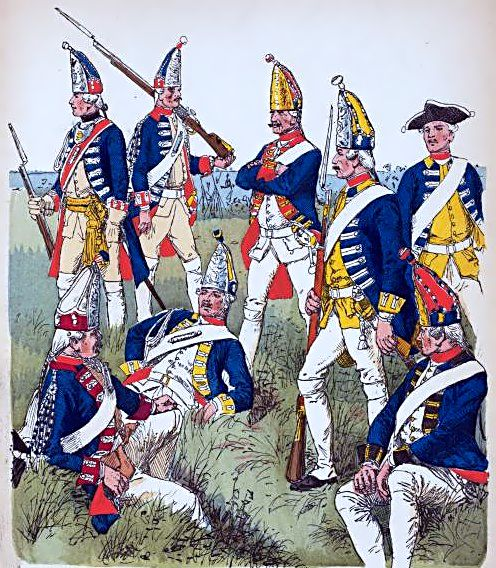
Granadeiros e mosqueteiros do Exército Imperial Russo em 1762.

A história do exército da Rússia imperial está ligada ao nome de Alexander Suvorov, general russo, tido como um dos raros grandes generais que nunca perdeu uma batalha. Entre os outros grandes dirigentes desta força militar encontram-se Pedro I, Boris Sheremetev, Alexander Menshikov, Pyotr Rumyantsev, Grigory Potemkin, Mikhail Kutuzov, Pyotr Bagration, Aleksey Yermolov, Mikhail Skobelev e Aleksey Brusilov. De 1777 a 1783, Suvorov serviu na Crimeia e Cáucaso, tornando-se tenente-general em 1780, e general de infantaria em 1783, no final do seu serviço na região. De 1787 a 1791 combateu os turcos na Guerra Russo-Turca e venceu muitos combates.

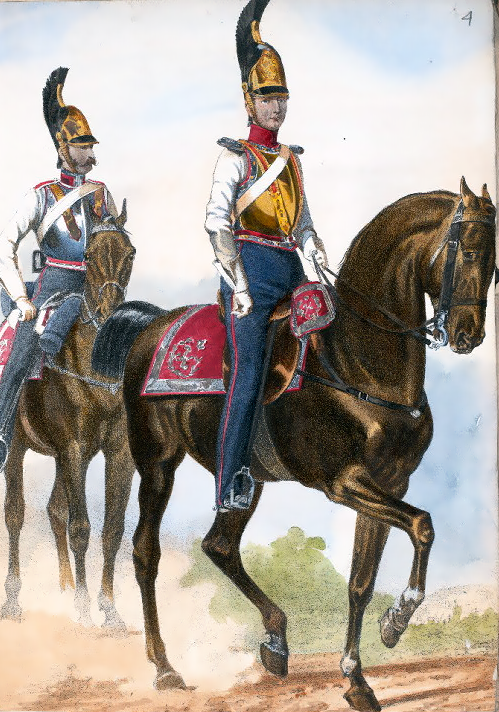
Cavaleiro do Exército Imperial Russo, 1827.

Como grande potência europeia, a Rússia não poderia escapar às guerras envolvendo a França revolucionária e napoleônica, mas, como adversário de Napoleão, a liderança do novo czar Alexandre I (r. 1801–1825), que subiu ao trono na sequência do assassinato do seu pai Paulo I tornou-se crucial.
O exército imperial russo em 1805 tinha muitas características do Ancien Régime: não havia formação permanente acima do nível do regimento, os oficiais seniores eram sobretudo recrutados entre os círculos da aristocracia, e os soldados, tal como muito comum no século XVIII eram vítimas de duríssima disciplina. Além disso, muitos dos oficiais de menor patente eram mal treinados e tinham dificuldade em fazer os seus homens compreender e executar as por vezes complexas manobras exigidas em batalha. Mesmo assim, os russo tinham uma artilharia de qualidade e soldados patriotas e lutadores.

A invasão francesa da Rússia deu-se em 1812, quando Napoleão quis obrigar o imperador Alexandre I a permanecer no sistema continental e a retirar a ameaça russa em relação à Polónia. A «Grande Armée» tinha 650 000 homens (270 000 franceses e outros soldados de países aliados ou de países subjugados), e atravessou o rio Niemen em 23 de junho desse ano. A Rússia proclamou a Guerra Patriótica e o seu exército foi chamado a defender o país.

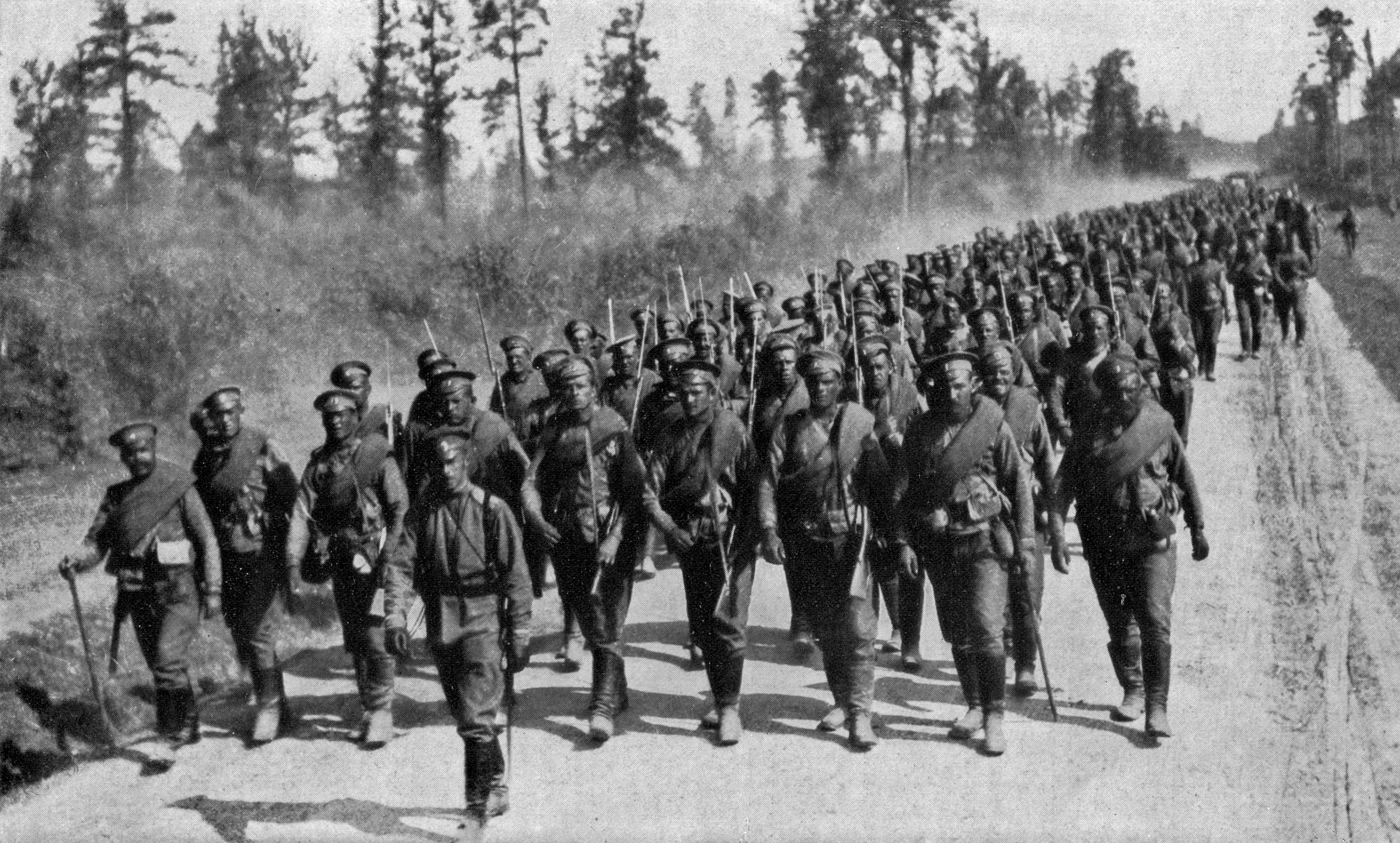
Soldados imperiais russos durante a Primeira Guerra Mundial.

Foi seguida uma política de retirada e terra queimada, até à batalha de Borodino em 7 de setembro. Esta batalha resultou numa derrota grave dos russos, e o caminho para a tomada de Moscovo estava aberto aos franceses. O marechal de campo Mikhail Illarionovich Kutuzov tomou a decisão de poupar o exército, e em 14 de setembro Moscovo foi capturada, embora abandonada pelos russos, que soltaram os prisioneiros de delito comum para atormentar as tropas francesas. O czar Alexandre I recusou-se a render e Napoleão foi obrigado a retirar-se depois de o governador, Príncipe Rastopchin, ter ordenado a queima total da cidade. Os franceses iniciaram então a Grande Retirada, que causou mais de 370 000 baixas como resultado da fome e do extremo frio, além de 200 000 prisioneiros.
Na década de 1850, o exército russo tinha 900 000 homens em suas fileiras, incluindo 250 000 irregulares (a maioria cossacos). Durante a Primeira Guerra Mundial, no começo do século XX, cerca de 12 milhões de homens lutaram nas forças imperiais. Já na guerra civil, 2 400 000 lutaram para restaurar o regime imperial Romanov.